# Hall of Fame Open 2024
L'Hall of Fame Open 2024, ufficialmente Infosys Hall of Fame Open 2024 per motivi di sponsorizzazione, è stato un torneo di tennis che si è giocato sull'erba. È stata la 48ª edizione dell'Hall of Fame Open, facente parte della categoria ATP Tour 250 nell'ambito dell'ATP Tour 2024. Il torneo si è disputato all'International Tennis Hall of Fame di Newport, negli Stati Uniti, dal 15 al 21 luglio 2024.

## Partecipanti

### Teste di serie
| Nazionalità | Giocatore           | Ranking* | Testa di serie |
| ----------- | ------------------- | -------- | -------------- |
| Francia     | Adrian Mannarino    | 24       | 1              |
| Stati Uniti | Marcos Giron        | 46       | 2              |
| Stati Uniti | Alex Michelsen      | 55       | 3              |
| Stati Uniti | Christopher Eubanks | 62       | 4              |
| Stati Uniti | Brandon Nakashima   | 65       | 5              |
| Australia   | Aleksandar Vukic    | 69       | 6              |
| Francia     | Arthur Rinderknech  | 76       | 7              |
| Australia   | Rinky Hijikata      | 77       | 8              |

* Ranking al 1 luglio 2024.

### Altri partecipanti
I seguenti giocatori hanno ricevuto una wildcard per il tabellone principale:
- Reilly Opelka
- Ethan Quinn
- Eliot Spizzirri

I seguenti giocatori sono entrati in tabellone passando dalle qualificazioni:

- Billy Harris
- Marc Polmans
- Alex Bolt
- Li Tu

### Ritiri
Prima del torneo
- Aleksandr Bublik → sostituito da  Benoît Paire
- Arthur Cazaux → sostituito da  Zachary Svajda
- James Duckworth → sostituito da  Radu Albot
- Giovanni Mpetshi Perricard → sostituito da  Harold Mayot
- Shang Juncheng → sostituito da  Emilio Nava
- Jordan Thompson → sostituito da  Coleman Wong

## Partecipanti al doppio

### Teste di serie
| Nazione     | Giocatore                   | Nazione     | Giocatore               | Ranking* | Testa di serie |
| ----------- | --------------------------- | ----------- | ----------------------- | -------- | -------------- |
| Stati Uniti | Nathaniel Lammons           | Stati Uniti | Jackson Withrow         | 46       | 1              |
| Regno Unito | Julian Cash                 | Stati Uniti | Robert Galloway         | 74       | 2              |
| Ecuador     | Diego Hidalgo               | Australia   | John-Patrick Smith      | 126      | 3              |
| Stati Uniti | William Blumberg            | Australia   | Rinky Hijikata          | 142      | 4              |
| Stati Uniti | Evan King                   | Stati Uniti | Reese Stalder           | 152      | 5              |
| Svezia      | André Göransson             | Paesi Bassi | Sem Verbeek             | 165      | 6              |
| Stati Uniti | Ryan Seggerman              | Stati Uniti | Patrik Trhac            | 199      | 7              |
| India       | Rithvik Choudary Bollipalli | India       | Niki Kaliyanda Poonacha | 218      | 8              |

* Ranking al 1 luglio 2024.

### Altri partecipanti
Le seguenti coppie di giocatori hanno ricevuto una wildcard per il tabellone principale:
- Robert Cash /  James Tracy
- Joshua Paris /  Ramkumar Ramanathan

### Ritiri
Prima del torneo
- Harri Heliövaara /  Henry Patten → sostituiti da  Christian Harrison /  Vasil Kirkov
- Constant Lestienne /  Shang Juncheng → sostituiti da  Constant Lestienne /  Zachary Svajda
- Nicolas Mahut /  Adrian Mannarino → sostituiti da  Adrian Mannarino /  Harold Mayot
- Max Purcell /  Jordan Thompson → sostituiti da  Luke Saville /  Aleksandar Vukic

## Punti
| Evento    | V   | F   | SF  | QF | 2T   | 1T | Q    | Q2   | Q1   |
| Singolare | 250 | 165 | 100 | 50 | 25   | 0  | 13   | 7    | 0    |
| Doppio    | 250 | 150 | 90  | 45 | N.D. | 0  | N.D. | N.D. | N.D. |

## Montepremi
| Evento    | V         | F        | SF       | QF       | 2T       | 1T      | Q2      | Q1      |
| Singolare | 100 635 $ | 58 700 $ | 34 510 $ | 19 995 $ | 11 610 $ | 7 095 $ | 3 550 $ | 1 935 $ |
| Doppio*   | 34 960 $  | 18 710 $ | 10 970 $ | 6 130 $  | N.D.     | 3 610 $ | N.D.    | N.D.    |

*per team

## Campioni

### Singolare
Marcos Giron ha sconfitto in finale  Alex Michelsen con il punteggio di 6(4)-7, 6-3, 7-5.
- È il primo titolo in carriera per Giron.

### Doppio
André Göransson /  Sem Verbeek hanno sconfitto in finale  Robert Cash /  James Tracy con il punteggio di 6-3, 6-4.